# إلي شميت
إلي شميت (بالإنجليزية: Elli Schmidt)‏ (9 أغسطس 1908 في برلين - 30 يوليو 1980 في برلين الشرقية) سياسية، وخياطة من ألمانيا الشرقية. كانت عضوة في حزب الوحدة الاشتراكية الألماني والحزب الشيوعي في ألمانيا.

## الجوائز
- نيشان كارل ماركس
- وسام الاستحقاق الوطني

## روابط خارجية
- إلي شميت على موقع مونزينجر (الألمانية)